# Scytodes tzitzimime
Espèce
Scytodes tzitzimime est une espèce d'araignées aranéomorphes de la famille des Scytodidae.

## Distribution
Cette espèce est endémique du Chiapas au Mexique,. Elle se rencontre vers Chiapa de Corzo et Tuxtla Gutiérrez.

## Description
La femelle holotype mesure 3,90 mm.

## Étymologie
Son nom d'espèce lui a été donné en référence au dieu aztèque Tzitzimime.

## Publication originale
- Rheims, Brescovit & Durán-Barrón, 2007 : Mexican species of the genus Scytodes Latreille (Araneae, Scytodidae). Revista Ibérica de Aracnología, vol. 13, p. 93-119 (texte intégral).